# Сульфат гольмия(III)
Сульфат гольмия(III) — неорганическое соединение, 
соль гольмия и серной кислоты с формулой Ho2(SO4)3,
желтые кристаллы,
растворяется в воде,
образует кристаллогидрат.

## Физические свойства
Сульфат гольмия(III) образует желтые кристаллы, которые при освещении ярким светом приобретает ярко-розовый цвет.
Образует кристаллогидрат состава Ho2(SO4)3•8H2O.